# Le Chemin de l'étoile
Pour plus de détails, voir Fiche technique et Distribution.
Le Chemin de l'étoile est un court métrage français réalisé par Jean Mousselle en 1953 et sorti en 1955.

## Synopsis
Le soir de Noël, sur la Butte Montmartre, trois solitaires, un écrivain étranger, un électricien noir et un vieux pharmacien se mettent à suivre un homme-sandwich dont l'affiche vantant un restaurant est surmontée d'une étoile électrique lumineuse. Cette quête les mène jusqu'à un modeste hôtel situé dans l'étrange rue de l’Évangile de l'étage duquel leur parviennent des cris poussés par une jeune femme en train d'accoucher.

## Fiche technique
- Titre : Le Chemin de l'étoile
- Réalisation, scénario et dialogues : Jean Mousselle, d'après la nouvelle Le Chemin de l'étoile d'Alexandre Arnoux
- Photographie : Pierre Ancrenaz
- Musique : Jean Wiener
- Production: Téléfilms
- Distribution : Armor Films
- Pays d’origine :  France
- Format : noir et blanc - 35 mm (positif & négatif) - cadre: 1 x 137, son monographique
- Genre : conte de Noël
- Durée : 26 minutes
- Date de sortie : 
  - France - 1955 (tourné en 1953)
- Visa d'exploitation : n° 13726 (délivré le 20 mai 1955)

## Distribution
- Billy Beck : l'écrivain étranger
- Louis Courtet
- Lucien Frégis : l'hôtelier
- Sonar Senghor : l'électricien noir
- Albert Gercourt : Edmond Gaspard, le vieil électricien
- Jacqueline Vandal : la jeune accouchée
- Palmyre Levasseur : l'hôtelière
- Jack Kennedy
- Clément Duhour